# Cameron Smith (Curler)
Cameron „Cammy“ Smith (* 11. Dezember 1993 in Perth) ist ein schottischer Curler. Er spielt auf der Position des Lead im Team von Glen Muirhead.

## Karriere
Smith begann seine internationale Karriere bei der Juniorenweltmeisterschaft 2013, wo er als Lead des schottischen Teams um seinen Bruder Kyle die Goldmedaille gewinnen konnte. Bei seiner letzten Teilnahme 2014 erreicht er mit einer Silbermedaille erneut einen Podiumsplatz.
Bei der Winter-Universiade 2013 gewann er als Lead des Teams des Scottish Agricultural College, Edinburgh, die Silbermedaille.
Bei der Europameisterschaft 2017 in St. Gallen konnte Smith nach einem Halbfinalsieg gegen die Schweiz (Skip: Peter de Cruz) in das Finale gegen das schwedische Team von Niklas Edin einziehen; die Schotten verloren dort aber 10:5, da es den Schweden gelang, im letzten End vier Steine zu stehlen.
Smith vertrat mit seinen Teamkollegen (Skip: Kyle Smith, Third: Thomas Muirhead, Second: Kyle Waddell, Alternate: Glen Muirhead) Großbritannien bei den Olympischen Winterspielen 2018. Nach fünf Siegen und vier Niederlagen in der Round Robin stand seine Mannschaft zusammen mit der Schweiz auf einem geteilten vierten Platz und musste für den Einzug in die Finalrunde einen Tie-Breaker gegen das Team von Peter de Cruz spielen. Die Briten unterlagen den Schweizern mit 5:9 und schlossen damit das olympische Turnier auf dem fünften Platz ab.

## Privatleben
Smith ist der Sohn des schottischen Curlers David Smith, der 1991 die Goldmedaille bei der Weltmeisterschaft gewonnen hat. Sein Onkel Peter Smith war Mitglied der britischen Curling-Mannschaft bei den Olympischen Winterspielen 2010 in Vancouver. Sein Bruder Kyle spielt mit ihm im gleichen Team und seine Schwester Mili nahm für Großbritannien am Curling-Wettbewerb bei den Olympischen Jugend-Winterspielen 2016 teil.